# Samsung Galaxy Young
O Samsung Galaxy Young é um smartphone de baixo custo da Samsung Electronics lançado em março de 2013. Como todos os outros smartphones Samsung Galaxy, o Galaxy Young roda no sistema operacional móvel Android. O telefone possui uma tela sensível ao toque LCD TFT de 3,27 polegadas. O telefone possui recursos Dual SIM dependendo do modelo. Muitos usuários consideraram os recursos do dispositivo básicos, vendo-o como um smartphone de baixo custo para crianças ou adolescentes que estão tendo seu primeiro smartphone, como o nome indica.

## Especificações
O telefone segue o formato candybar dos smartphones e possui um exterior de plástico. O Galaxy Young possui processador de 1 GHz e vem equipado com 4 GB de armazenamento interno, que pode ser atualizado para 64 GB através do uso de um cartão micro SD. O aparelho possui um acelerômetro destinado a traduzir gestos naturais em comandos do telefone; por exemplo, se o telefone estiver tocando e o usuário o virar para baixo, ele irá parar de tocar, ou se o usuário desejar estabelecer uma conexão Bluetooth ou de internet sem fio, ele pode agitar o dispositivo e ele se conectará automaticamente.
Uma variante do telefone para o mercado brasileiro, vendida sob o modelo GT-S6313T, adiciona suporte para televisão terrestre 1seg.

## Recepção
De acordo com a CNET UK, o Samsung Galaxy Young é um dispositivo decente, capaz de fornecer aos usuários uma experiência móvel de baixo custo. Eles acharam a tela medíocre, considerando outros dispositivos de outras marcas com preços na mesma faixa de preço. Por outro lado, o dispositivo se destaca em algumas funções básicas, como navegação na web, comunicações e até mesmo em jogos um pouco mais pesados, graças aos mais de 200 MB de RAM adicionais. O dispositivo também tem acesso à Google Play Store, porém não é capaz de executar alguns aplicativos mais recentes disponíveis. Muitos aplicativos mais antigos que não exigem tanto poder de processamento ainda funcionam normalmente no dispositivo. Alguns recursos, como pinçar para aplicar zoom, causam atraso no dispositivo, devido à sua RAM limitada.

Muitos críticos criticaram o dispositivo devido ao seu processador desatualizado, que resulta em um desempenho lento em alguns aplicativos pesados. Por outro lado, elogiam a câmera traseira de 3,15 MP do aparelho, que consideram capaz de tirar fotos nítidas e com qualidade de imagem adequada para sua faixa de preço. No geral, eles acharam que o telefone estava decentemente montado para seu preço.